# Monitorização da fertilidade
Monitorização da fertilidade é a prática de se observar os sinais da fertilidade da mulher para determinar as fases férteis e inférteis do ciclo menstrual. É um tipo de método contraceptivo, mas pode ser utilizada também para se facilitar a obtenção da gravidez, fazendo-se uso adequado das fases férteis. A monitorização da fertilidade é sempre usada para identificar a fase ou período fértil da mulher, seja para obter a gravidez, seja para evitá-la ou ainda uma maneira monitorar a saúde ginecológica.
Por isto há quem considere esta monitorização como não sendo propriamente um "método contraceptivo" já que pode igualmente ser utilizada para facilitar a obtenção da gravidez principalmente por casais que têm problemas para engravidar. Neste último caso seria um método conceptivo ou método concepcional, no sentido afirmativo da expressão. O método contraceptivo propriamente seria a abstinência sexual períodica que se faria valendo-se da monitorização.
É o que se pode chamar de Planejamento natural da família a monitorização dos períodos férteis e inférteis da mulher para se decidir quando engravidar ou não.

## Características
Métodos estatísticos ou baseados no calendário, tais como o Método Rítmico, são menos preciso do que os métodos baseados nos sintomas.
A Organização Mundial da Saúde classifica métodos baseados nos sintoma e os baseados no calendário como de "consciência da fertilidade", embora alguns professores que ensinam os baseados nos sintomas não consideram os métodos baseados no calendário possa ser consciência da fertilidade. O método do ritmo confia unicamente em contar os dias e em aplicar uma fórmula matemática a fim estimar o início do período fértil de uma mulher. Por causa de sua exatidão mais baixa, muitos professores de monitorização da fertilidade consideram o ritmo de calendário estar obsoleto no mínimo a 20 anos
A maioria das mulheres que estão amamentando tem um período de infertilidade após o nascimento de sua criança. O método de amenorréia lactacional não é um método monitorização da fertilidade, mas devido a também não envolvem dispositivos ou produtos químicos, são frequentemente apresentados ao lado dos métodos monitorização como um método do controle de natalidade natural.
Os métodos naturais de planejamento familiar podem ser utilizados por qualquer pessoa que o deseje, não há necessidade da introducção objetos ou produtos estranhos no organismo. Neste caso o planejamento familiar não é uma responsabilidade exclusiva da mulher mas é compartilhado com o homem.
Os métodos naturais podem ser utilizados em qualquer momento, desde a menarca (primeira menstruação) até a menopausa, por serem aplicáveis a todas as fases da vida reprodutiva da mulher, esteja amamentado seu filho, se está no período de pré-menopausa ou em qualquer outra situação. Mas é necessária especial atenção com os ciclos irregulares.
Monitorização da fertilidade pode ser usado com todo o método não hormonal de controle de natalidade de modo que a atividade sexual possa continuar durante o período fértil. Para muitas mulheres, os período de fertilidade elevada coincidem com a época do líbido mais elevado, que pode causar a frustração se a abstinência sexual for usado.

## Eficácia da consciência da fertilidade no controle de natalidade
As taxas controle de natalidade são mais elevadas para as pessoas que usam o monitorização da fertilidade são encontradas nos casais que receberam instrução de um professor experiente. Quando usados corretamente e consistentemente, estudos mostraram alguns medodos de monitorização da fertilidade apresentam 99 % eficazes, o mesmo que contraceptivos orais.
Para todos os métodos da consciência da fertilidade, a eficácia real pode ser significativamente mais baixa do que a eficácia do método - alguns estudos encontraram taxas de falhas reais de 25 % por ano ou mais. As taxas de falhas reais tem grandes variações dependendo da população que estão sendo estudados e do método ensinando - pelo menos um estudo encontrou uma taxa de falhas real de menos de 1 % por ano, e diversos estudos encontraram taxas de falhas reais de 2 % a 3 % por o ano.
Razões para a eficácia real ser mais baixa pode ser devido a erros por parte dos instrutores ou dos usuários, mas também à desobediência consciente do usuário, com a realização do ato sexual durante o período fértil.

## Conseguindo a gravidez
Um estudo mostrou que os atos sexuais aleatórios conseguem uma taxa de gravidez de 24 % por ciclo. Esse estudo encontrou, em atos sexuais programados baseados no método de temperatura basal, uma elevação das taxas da gravidez entre 31 % a 68 %.

### Vantagens
Vantagens dos métodos naturais de planejamento familiar e de controle de natalidade:
- Ao seguir as leis biológicas da reprodução respeitam a vida no seu início e em todas as etapas de seu desenvolvimento, promovendo uma atitude positiva com relação à criança.
- Consideram a fecundidade como uma riqueza que pode e deve ser utilizada em momento oportuno.
- São fáceis de aprender.
- Aumentam o auto-conhecimento e a capacidade de auto-controle.
- Não fazem com que a mulher fique na dependência de fármacos, dispositivos, medicamentos ou cirurgia.
- Não têm efeitos colaterais, uma vez que não alteram os processos naturais do organismo.
- Constituem um valioso guia para o bem estar ginecológico, pois alertam para problemas ou irregularidades do ciclo.
- São aplicáveis em todas as condições e circunstâncias socioculturais, inclusive em mulheres cegas ou analfabetas.
- Ajudam o homem e a mulher a assumir, conjuntamente, a responsabilidade da fertilidade fortalecendo o amor conjugal.

Os métodos naturais de planejamento familiar consistem, simplesmente, no fato do casal saber fazer um auto-diagnóstico para saber em que momentos é fértil ou infértil, para adequar suas relações conjugais a um ou outro momento, segundo desejam conseguir ou adiar uma gravidez e, portanto, são métodos de auto-conhecimento para que o casal faça uso de sua paternidade responsável.
Devido ao desenvolvimento da ciência e da técnica, hoje são conhecidos vários métodos que permitem o auto-conhecimento da fertilidade feminina, pois, enquanto o homem são é fértil em qualquer momento de sua vida adulta, a fertilidade da mulher é cíclica.
A mulher só é fértil durante aproximadamente 10 horas no mês, que é o tempo de vida do óvulo depois de sua saída do ovário, o que ocorre apenas uma vez por mês.

## Métodos naturais sem equipamentos
Há três sinais anteriores a fertilidade que podem ser usados na Monitorização:
1. Temperatura basal.
2. Secreção vaginal (os sistemas que confiam exclusivamente no secreção vaginal incluem o método de aviso da ovulação, o modelo de Creighton, e o método dos dois dias[17][18])
3. Posição colo do útero (nenhum estudo foi conduzido em mulheres que seja exclusivamente sobre observações do colo do útero, embora um tal método seja sugerido[19])

Método Sintotérmico é a combinação da observação da Temperatura basal, do Secreção vaginal, e às vezes da posição colo do útero.

### Método Rítmico
O método natural mais antigo que se conhece é o Ogino-Knauss também chamado de Método de Ogino-Knauss ou Calendário ou Tabelinha, que permite obter, mediante cálculos matemáticos, os dias de fertilidade do casal, levando em conta que a mulher ovula apenas uma vez ao mês, nos 14 dias antes da próxima menstruação e que o óvulo vive aproximadamente 10 horas após a ovulação e o espermatozóide 72 horas depois da ejaculação, no muco fértil.
Quando os ciclos são regulares (*) o método é útil, porém, dadas as frequentes irregularidades, o método tem muitas falhas que geralmente se produzem porque o tempo entre a menstruação anterior e a ovulação depende da hipófise e ela por sua vez do hipotálamo e este do córtex cerebral; de maneira que qualquer stress poderá fazer com que a ovulação se atrase ou adiante. O mesmo não acontece com a segunda fase do ciclo que, quase sempre, é regular para toda mulher e que dura aproximadamente duas semanas, entre a ovulação e a menstruação seguinte.
Os cálculos são feitos tomando-se em conta os 12 ciclos anteriores. Do ciclo mais curto subtrai-se 19 dias e do ciclo mais longo 11 dias. C=19 e L=11. Por exemplo, suponhamos que a duração dos ciclos nos 12 meses anteriores foram de: 28, 27, 31, 32, 28, 30, 29, 32, 30, 28, 32 e 28 dias. O mais curto é de 27 dias e o mais longo de 32. Nesse caso teremos 27-19 = 8 e 32-11 = 21, de forma que por este método o casal seria fértil do dia 8 ao dia 21.
No caso de adiar uma gravidez o casal pode ter relações desde o primeiro dia da menstruação até o 8.º dia e a partir daí deve guardar abstinência até o 21.º dia a partir do qual pode reiniciar as relações. Este método tem um índice de segurança de apenas 64 %.

### Método da Temperatura Basal
O método da temperatura basal tem como fundamento o aumento da temperatura que a progesterona provoca na mulher. Esse hormônio começa a circular na segunda fase do ciclo menstrual ou seja, uma vez que o folículo se tenha convertido no corpo lúteo, depois que se dá ovulação. Quando a temperatura da mulher sobe é sinal de que ovulou.
Normalmente a temperatura sobe entre 0,2 °C e 0,5 °C (0,5 °F e 1 °F). Para registrar esse aumento de temperatura há que tomar, diariamente, a temperatura basal com o mesmo termômetro, nas mesmas condições e às mesmas horas, após duas horas de repouso, no mínimo.
Para adiar uma gravidez pelo Método da Temperatura Basal, deve-se guardar abstinência sexual desde a menstruação até três dias após o aumento da temperatura (0,2 °C ou 0,5 °F) além dos seis dias anteriores. É a conhecida regra de 3/6. Este método tem uma segurança de 99 % mas exige uma abstinência muito prolongada.

### Método aviso da ovulação

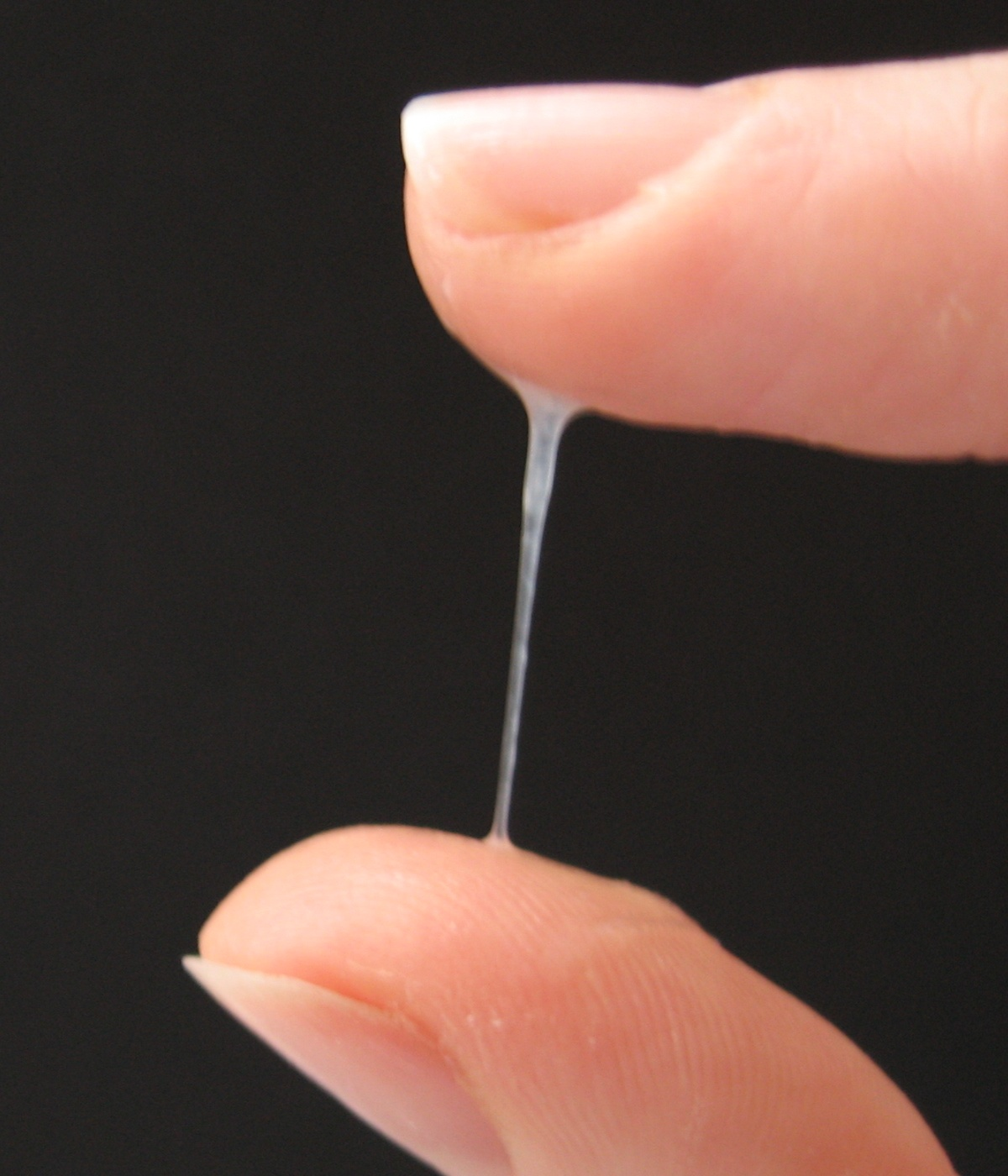
A Secreção vaginal formando fio

O Método aviso da ovulação é um sistema natural e gratuito de regulação da fertilidade baseado no reconhecimento, por parte da própria mulher, das fases férteis ou inférteis de seu ciclo menstrual, reconhecidas pela observação diária da Secreção vaginal sentida na vulva (parte externa vagina).
Este muco apresenta variações durante o ciclo feminino, durante o período infértil ele se apresenta mais espesso e coeso podendo ser observado quando manuseado a formação de um fio entre os dedos, com a aproximação da ovulação e com isso a entrada no período fértil, as glândulas do colo uterino produzem mucos cada vez mais aquoso e fluido, que quando manuseado não será observado a formação de um fio. É durante a ovulação que cumina o período de maior fluidez do muco. A fluidez do muco pode ter variações para cada mulher de acordo com fatores como quantidade de água que a pessoa costuma beber ou a própria fisiologia particular a cada uma.
Está variação da densidade apresenta uma importância para a defesa do canal vaginal, o muco mais denso constitui uma barreira física a entrada de organismos patogênicos, contudo também é uma barreira para a entrada do espermatozóide, por isso a diminuição da densidade do muco durante o período fértil para facilitar a penetração dos espermatozóides.
Este método consiste em anotar diariamente em um gráfico as mudanças que observa na secreção vaginal. Com este método a mulher deve passar um papel higiênico na abertura da vagina antes e depois de realizar suas necessidades e observar se aparece ou não o muco, bem como suas características. É um método seguro mas deve ser ensinado por pessoal qualificado pelo menos durante três ciclos.

### Método da auto-apalpação do colo do útero

1 - mestruação
2 período infertil
3 - período fertil
2 - colo do útero baixo & seco
3 - colo do útero úmido & levado
4 - colo do útero alto & molhado - ovulação
5 - útero
6 - colo do útero
. o O - nível de abertura do colo do útero

O Método da Auto-apalpação Cervical é baseado nas mudanças das características do colo uterino, conforme o momento do ciclo menstrual pelas influências hormonais. Quando a mulher é fértil o colo está alto, macio e com o orifício central entreaberto, enquanto que na fase infértil o colo está baixo, encontrando-se muito facilmente quando se introduz os dedos na vagina, e está duro com o orifício externo fechado.

### Método Sintotérmico
O Método Sintotérmico não é um método como tal, mas uma combinação de vários métodos uma vez que combina o cálculo pré-ovular de Ogino, as alterações do muco cervical do Método Billings, o registro da Temperatura Basal, a autopalpação do colo e cólica intermenstrual da ovulação. Pode-se utilizar a combinação de todos estes métodos ou apenas alguns deles. Quando se deseja adiar um gravidez usa-se para começar a abstinência no primeiro dos sinais ou cálculos da fertilidade que apareça e termina-se a abstinência no último dia do último método.

## Métodos naturais com equipamentos
Existem outros métodos que também são naturais, uma vez que se baseiam na determinação dos momentos férteis ou inférteis para que o casal utilize sua paternidade de maneira responsável. Para a determinação dos momentos férteis ou inférteis utilizam acessórios.

### Exame salivar com microscópio de bolso
A estrutura microscópica da saliva e do muco cervical variam se a mulher está no dia fértil ou não. Observando-se a saliva ou o muco cervical através desses aparelhos, com um simples treinamento, os casais podem determinar se a mulher está fértil ou não. Existem diferentes marcas desses aparelhos, as mais conhecidas são o Ovulator e o PG-53.

### Método Monoclonal
Os Métodos Monoclonais são muito simples em sua utilização. Consistem em fazer um exame de urina buscando a presença do hormônio luteizante que, apesar de estar sempre presente, tem um aumento brusco nas 24 horas a 36 horas antes da ovulação. Tem por fundamento o Teste de Elisa baseado em anticorpos monoclonais, que utiliza uma técnica de tiras reativas impregnadas.
Quando o hormônio luteizante está baixo a tira se mantém branca ao colocar-se em contato com a urina, mas quando o luteizante está alto, o que ocorre quando a mulher está fértil, a tira fica azul, daí levar o nome de Bluetest. Existem outros similares porém com produtos em gotas no lugar de tiras impregnadas.

### Termômetro eletrônico
O termômetro eletrônico é um pequeno aparelho computadorizado que indica os dias férteis da mulher utilizando-se de dados da temperatura basal e do muco cervical. Os mais conhecidos deles são o L-Sophia e o Bioself

### Monitor eletrônico de hormônios
Os analisadores eletrônicos de hormônios verificam os níveis dos hormônios que são alterados periodicamente durante o ciclo de fertilidade da mulher acumulando a informação numa base de dados, isto os possibilita fazer um prognóstico com alto grau de precisão da aproximação do período fértil da mulher. Os mais difundidos são o PERSONA  e o CLEARPLAN

## Importância da Monitorização da Fertilidade por meios naturais
A Declaração Final da Reunião Mundial de Especialistas em Métodos Naturais de Planejamento Familiar reafirma a importância de tais métodos quando diz o seguinte:
"Durante os últimos sessenta anos, o estudo dos sintomas que acompanham o ciclo da fertilidade da mulher modificou sensivelmente o espaçamento dos nascimentos. Indo além do métodos do calendário do ritmo, os métodos modernos constituem procedimentos seguros e precisos para conseguir a gravidez ou adiá-la. Os métodos naturais se apoiam em uma sólida base científica.
A saúde das mães e de seus filhos melhora com o espaçamento natural dos nascimentos, e não causa dano algum, nem para a mãe, nem para a criança. Os métodos naturais não fazem nenhum mal à saúde dos cônjuges, não têm efeitos colaterais e nem contraindicações de natureza fármaco-fisiológica. A liberdade e os direitos da mulher e do marido são respeitados com o uso desses métodos, que são centralizados na mulher e na integridade de seu corpo.
Os métodos naturais desenvolvem uma relação inter-pessoal mais profunda entre os esposos, baseada na comunicação, nas decisões compartilhadas e no respeito recíproco. Fortalecem o casal e, portanto, a vida familiar."